# 草海龍
草海龍（學名：Phyllopteryx taeniolatus，又稱澳洲葉海馬魚）為輻鰭魚綱棘背魚目海龍科的其中一種。

## 外型及名稱由來
草海龍可以長到45cm長。它的名称来源于其类似海草的突出物，使其能够伪装成海草的样子，以及它类似龙的形状。

## 分布
草海龍約分布於南澳大利亞新南威爾士的史提芬港（Port Stephens）到西澳大利亞州的傑拉爾頓之間，及塔斯曼尼亞一帶海域。

## 習性
草海龍可在澳洲南部3到50米深的海域發現，在礁石的裂縫處用長管型的口部進食細小的甲殼動物和浮游生物，小草海龍主要吃糠蝦。它們沒有海馬一般可以捲曲的尾巴來固定自己。它們在淺礁和水草區域活動，在沙上移動時和水草的飄動很相似。

## 繁殖
海龍、海馬和擬海龍（管狀魚）是唯一由雄性携帶著卵的生物。每年晚春時繁殖，約生下300隻卵，草海龍的雄性把卵附在尾巴的育嬰囊，讓它們孵化八個星期，卵初時是鮮粉紅色，之後漸漸變暗，小草海龍出生後便能自立，約25mm長，不久就可以進食，三週後長到7cm左右。養殖下的繁殖很罕見，見為科學家仍未明白引發它們繁殖的生物和環境因素。養殖的草海龍生存率約為60%。

加洲長灘的Aquarium of the Pacific和澳洲的墨爾本海洋生物水族館是唯一大量繁殖草海龍的場所。2008年6月，阿特蘭大的喬治亞水族館也有一隻懷孕的草海龍。草海龍在2002年定為維多利亞州的海洋象徵。

## 近親品種
虽然根据2006年11月的《国家地理杂志》，一种名叫葉形海龍的品种与草形海龙可能出自于同一品种，不过全身青色的葉形海龍体形明显比叶形海龙微小。

## 外部連結
- Australian Museum Online （页面存档备份，存于） - Leafy and Weedy Seadragons
- Leafy Seadragons and Weedy Seadragons
- Weedy Sea Dragon Monitoring Program in Botany Bay
- Leafy Sea Dragon Festival
- Weedy Sea Dragon （页面存档备份，存于）
- Youtube Male Weedy Seadragon with eggs （页面存档备份，存于）
- Youtube Weedy Seadragon （页面存档备份，存于）
- Male Weedy Sea Dragon carrying eggs

## 擴展閱讀
- 葉海馬魚屬

 維基物種上的相關：澳洲葉海馬魚